# Berșațke (Ciornohlazivka), Poltava
Berșațke (în ucraineană Бершацьке) este un sat în comuna Ciornohlazivka din raionul Poltava, regiunea Poltava, Ucraina.

## Demografie
Componența lingvistică a localității Berșațke
     Ucraineană (100%)
Conform recensământului din 2001, toată populația localității Berșațke era vorbitoare de ucraineană (100%).